# مشاوره زوجی
الگو:در حال توسعه
مشاوره زوجی یا زوج‌درمانی (به انگلیسی: Couples therapy یا Marital counseling) شاخه‌ای از روان‌درمانی است که به بررسی و بهبود روابط عاطفی، ارتباطی و رفتاری بین زوج‌ها می‌پردازد. این نوع درمان می‌تواند برای زوج‌های متأهل یا در رابطه، صرف‌نظر از وضعیت رسمی ازدواج، مفید باشد.

## اهداف
هدف از مشاوره زوجی، کمک به طرفین برای:
- بهبود مهارت‌های ارتباطی
- حل تعارض‌ها به شیوه‌ای سازنده
- افزایش درک متقابل و همدلی
- بازیابی اعتماد در روابط آسیب‌دیده (مثلاً پس از خیانت)
- تصمیم‌گیری آگاهانه درباره ادامه یا پایان رابطه

## رویکردهای درمانی
مشاوران زوج‌درمانی از روش‌های متعددی استفاده می‌کنند، از جمله:
- درمان شناختی-رفتاری زوجی (CBCT)
- درمان متمرکز بر هیجان (EFT)
- درمان سیستمی خانواده‌محور
- رویکرد گوتمان (Gottman method)
- درمان طرح‌واره‌محور زوجی

## کاربردها
مشاوره زوجی در شرایط مختلفی کاربرد دارد، از جمله:
- تعارض‌های مکرر و بدون حل در رابطه
- مشکلات جنسی یا صمیمیت
- مسائل مربوط به تربیت فرزند
- خیانت یا بحران در رابطه
- آماده‌سازی پیش از ازدواج (پیش‌مشاوره ازدواج)

## تمایز با سایر مشاوره‌ها
برخلاف مشاوره فردی، مشاوره زوجی بر تعامل بین دو نفر و پویایی روابط آن‌ها تمرکز دارد. در این جلسات، درمانگر تلاش می‌کند تا میان دیدگاه‌های دو طرف هماهنگی ایجاد کرده و الگوهای ناکارآمد رفتاری را اصلاح کند.

## محدودیت‌ها
موفقیت مشاوره زوجی به عوامل مختلفی بستگی دارد، از جمله میزان تعهد طرفین به فرآیند درمان، شدت مشکلات، و آمادگی برای تغییر. همچنین در مواردی که خشونت خانگی یا سوءاستفاده وجود دارد، روش‌های متفاوتی توصیه می‌شود.